# Freyung (Vienne)
La Freyung est une place de Vienne, dans l'Innere Stadt. Elle se situe entre la place Am Hof et le Schottenstift.

## Histoire
Le nom de la place est tardif. À l'origine, elle s'appelle Gegend bei den Schotten. Ce nom fait allusion au monastère, construit en 1158 par des moines irlandais venus à Vienne alors que Henri II d'Autriche règne. Le Schottenstift obtient l'exemption de la juridiction municipale, d'où vient probablement le nom Freyung. Une autre hypothèse part de Friedhof ("Freithof", c'est-à-dire la cour fermée [de l'église], qui servait entre autres à l'inhumation, mais fonctionnait également comme un marché et une cour). Le nom Freyung est commun à toute la place depuis 1710.
Le Schottenstift ou la Schottenkirche caractérise la place. En outre, il y a plusieurs palais de la ville et au n°8 le bâtiment qui abrite aujourd'hui la Bank Austria Kunstforum et, depuis août 2012, la Cour constitutionnelle. La fontaine de l'Autriche, conçue par Ludwig Schwanthaler et construite en 1846, se situe près de la Renngasse, qui bifurque au nord-est de Freyung. Le Pan-Garten, petit parc de 390 m2 entre le Palais Harrach (n°3) et Kinsky (n°4), est nommé en 2005 en l'honneur de l'organisation faîtière de toutes les entreprises austro-étrangères PaN (Partner aller Nationen, Partenaire de toutes les nations). Une partie du pavage médiéval d'origine est déplacée après des fouilles lors de la construction d'un parking souterrain sous le trottoir moderne devant le palais Harrach.
La Freyung est surtout connue pour ses marchés, en particulier le marché de Pâques et l'ancien marché de Noël viennois.
L'hôtel et la salle de concert Zum Roman Kaiser (Freyung n°145, aujourd'hui Renngasse 1), dans laquelle Ludwig van Beethoven a interprété plusieurs de ses œuvres, dont son Trio avec piano no 7 en 1814, se situait entre les bâtiments actuels, Freyung 7 et 8.

## Monuments
- Palais Hardegg (1847, Freyung 1)
- Palais Ferstel (1856–1860, Freyung 2, avec d'autres entrées au Strauchgasse 4 et Herrengasse 14)
- Palais Harrach (1690–1702, Freyung 3)
- Palais Porcia (1546, Herrengasse 23)
- Palais Kinsky (früheres Palais Daun, 1713–1716, Freyung 4)
- Palais Schönborn-Batthyány (1692–1693, Renngasse 4)
- Palais Windisch-Graetz (1703, Renngasse 12)

## Source
- (de) Cet article est partiellement ou en totalité issu de l’article de Wikipédia en allemand intitulé « Freyung (Wien) » (voir la liste des auteurs).